# Gwen Drez
Die Gwen Drez war ein Forschungsschiff des französischen Forschungsinstituts Ifremer. Bereedert wurde das Schiff von Genavir.

## Geschichte
Das Schiff wurde 1976 auf der Werft Constructions Mécanqiues de Normandie (CMN) in Cherbourg als Fischtrawler gebaut. 1984 wurde es von Ifremer gekauft und zu einem Forschungsschiff umgebaut. In erster Linie wurde es für Fischereiforschungsprojekte im Bereich des Ärmelkanals und der Biskaya eingesetzt.

## Technische Daten
Das Schiff war mit einem Dieselmotor des Herstellers Baudoin (Typ: DVX 12) mit 440 kW Leistung ausgestattet. Für die Stromversorgung standen ein Wellengenerator mit 56 kVA Scheinleistung und ein Dieselgenerator mit 70 kVA Scheinleistung zur Verfügung.

## Ausstattung
Das Schiff war mit verschiedenen für die Forschungsarbeiten benötigten Anlagen ausgestattet, darunter Fishfinder und Sonar. Es standen zwei Labore, ein 3,6 m² großes Trockenlabor und ein 15 m² großes Nasslabor sowie zwei Laderäume mit einem Fassungsvermögen von jeweils 7 m³, von denen der eine auf 0 °C und der andere auf −20 °C heruntergekühlt werden kann, zur Verfügung.
Am Heck des Schiffes befand sich ein Heckgalgen mit 5 t Hebekapazität. Weiterhin befanden sich verschiedene Winden an Deck.
An Bord war Platz für sieben Besatzungsmitglieder sowie fünf Wissenschaftler oder anderes für Forschungsfahrten benötigtes Personal. Das Schiff konnte rund fünf Tage auf See bleiben.